# Franz Deutmann
Franz Wilhelm Maria Deutmann (Zwolle, 27 maart 1867 - Blaricum, 18 juli 1915) was een Nederlands kunstschilder en fotograaf. Hij wordt gerekend tot de Larense School, die haar stijl ontleende aan de Haagse School.

## Leven en werk
Franz Deutmann was de zoon van fotograaf Franz Wilhelm Heinrich Deutmann (1840-1906) en de broer van Herman Deutmann (1870-1926), eveneens een vooraanstaand fotograaf. Hij ging als kunstschilder in de leer bij Jan Derk Huibers (1829-1919) en na een kort verblijf in Duitsland studeerde hij van 1884 tot 1887 aan de Koninklijke Academie voor Schone Kunsten van Antwerpen, onder Karel Verlat. In 1891 keerde hij terug naar Amsterdam. Vanwege financiële problemen nam hij voor een jaar het vak van zijn vader op en werd fotograaf. In 1896 was hij er blijkbaar wat bovenop gekomen en huurde hij een atelier aan de Rozengracht. Daar schilderde hij portretten maar ook figuren, buiten of in interieurs. Zijn werk had een trieste ondertoon, waarschijnlijk veroorzaakt door psychische moeilijkheden.
In 1903 vestigde Deutmann zich in Laren, in de voorkant van een boerderij. De omgang met de Gooise schilders leek hem wat op te vrolijken. Zijn palet werd beduidend lichter en zijn schilderstijl levendiger, met name in zijn figuurstukken en portretten. In de Larense interieurs die hij schilderde bleef echter een trieste melancholie doorklinken. In zijn latere jaren noodzaakten psychische moeilijkheden hem op zijn atelier te blijven werken, waar hij met name een aantal bloemstillevens maakte.
Hoewel Deutmann technisch een vaardig kunstenaar was, had hij met zijn werken minder succes dan veel collega-schilders in Laren. Vanaf 1911 woonde hij aan de Eemnesserweg te Blaricum in het huis "Heide-Weide", waar later nog diverse schilders en schrijvers hebben gewoond, onder wie Victor van Vriesland. Hij overleed in 1915 te Blaricum, op achtenveertigjarige leeftijd.
Deutmann was lid van Arti et Amicitiae en Kunstenaarsvereniging Sint Lucas. Zijn werk is onder andere te zien in Teylers Museum te Haarlem en het Singer Museum te Laren.

## Galerij

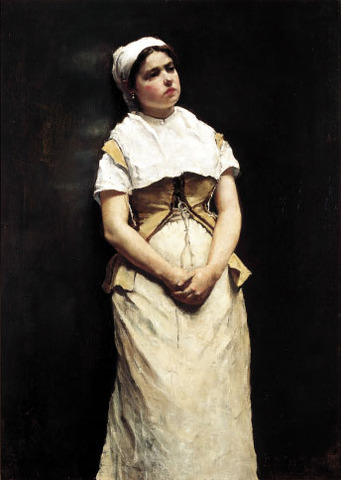
Vlaams meisje, Singer Collectie
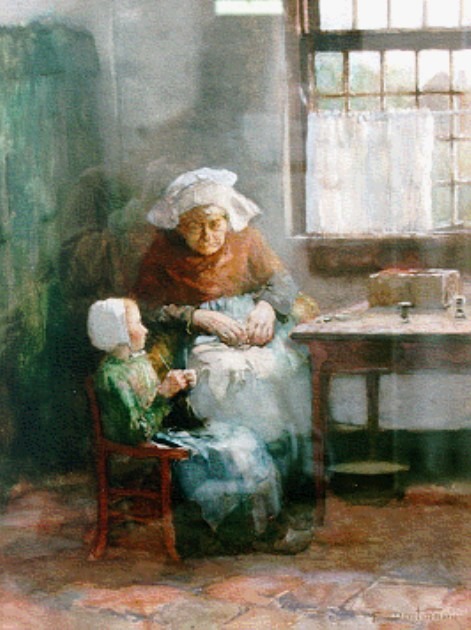
Breiles
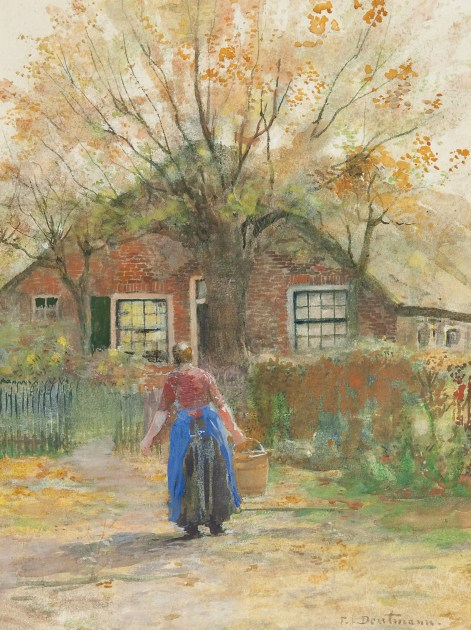
Boerin met houten melkton bij een boerderij
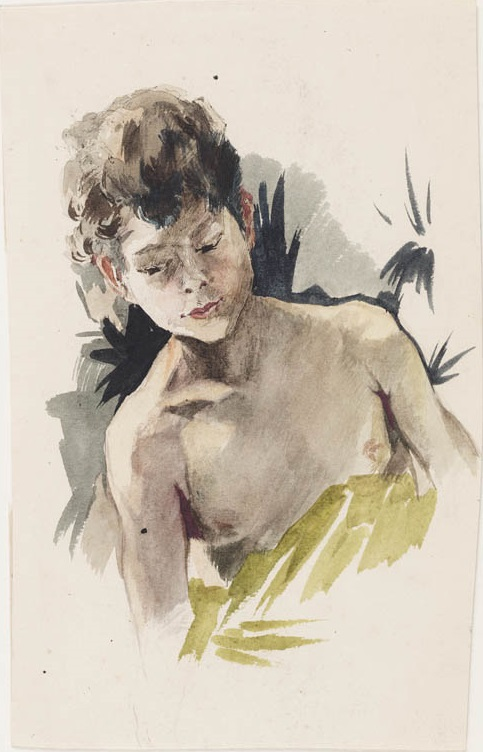
Indonesisch meisje, Teylers Museum
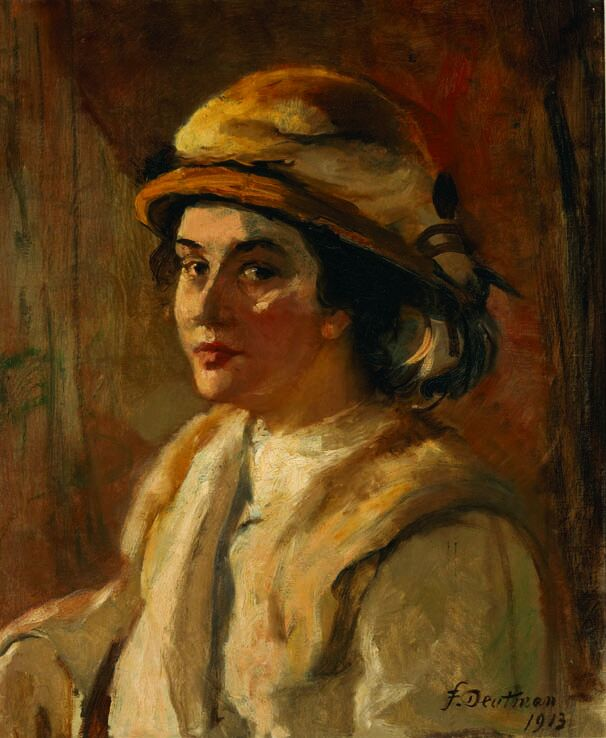
Meisjesportret
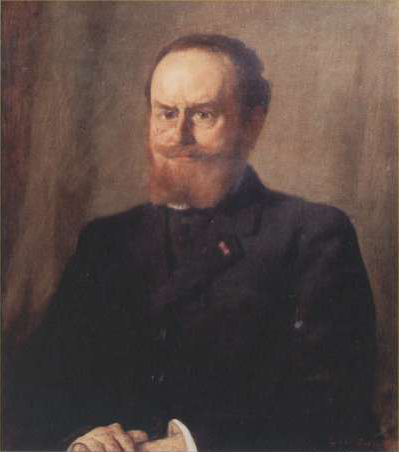
Portret van Jean-Baptiste de Pauw